# T'estime tal com eres
T'estime tal com eres o T'estimo tal com ets (originalment en anglès, Barefoot) és una pel·lícula de comèdia i drama romàntic estatunidenca del 2014 dirigida per Andrew Fleming i distribuïda per Roadside Attractions. Va ser escrit per Stephen Zotnowski i és una nova versió de la pel·lícula alemanya de 2005 Barfuss. La seva història segueix a en Jay, el fill d'una família benestant, que coneix la Daisy, una pacient psiquiàtrica que es va criar aïlladament, mentre la duu a casa per al casament del seu germà. És protagonitzada per Evan Rachel Wood, Scott Speedman, Treat Williams, Kate Burton i J. K. Simmons. S'ha doblat al valencià per a À Punt amb el títol de T'estime tal com eres i en català oriental per a TV3 amb el nom de T'estimo tal com ets.
La pel·lícula va ser produïda per WhiteFlame Productions i es va estrenar al Festival Internacional de Cinema de Santa Barbara el 2 de febrer de 2014, abans d'estrenar-se de forma limitada a les sales de cinema el 21 de febrer. Va recaptar 11.767 dòlars durant el cap de setmana d'obertura i 15.071 dòlars a tot el món. Va rebre crítiques negatives i té una puntuació d'aprovació del 14% basada en 21 ressenyes a Rotten Tomatoes.

## Repartiment
- Evan Rachel Wood com a Daisy Kensington
- Scott Speedman com a Jay Wheeler
- Tracta Williams com el Sr. Wheeler
- Kate Burton com a Sra. Wheeler
- J. K. Simmons com el Dr. Bertleman
- Ricky Wayne com el Sr. Frakel
- Thomas Francis Murphy com el Sr. Bryant